# Обсада на Силистра (1829)
Вижте пояснителната страница за други значения на Обсада на Силистра.
Втората обсада на Силистра през Руско-турската война от 1828 – 1829 година завършва с превземането на крепостта на 18 юни 1829 от руски войски.
Операциите срещу града през 1828 година продължават близо четири месеца безрезултатно, тъй като основните усилия на руските войски са съсредоточени срещу крепостите Шумен и Варна.

## Ход на военните дейстия
През пролетта на 1829 Силистра става главен обект на руското настъпление. Прекъснатата предната есен обсада е подновена на 5 май. Османските укрепления са напълно блокирани откъм сушата и реката и подложени на тежък артилерийски обстрел. Към края на месеца настъпва рязка промяна в руската стратегия. На 24 май главнокомандващият генерал Иван Дибич повежда по-голямата част от армията си на юг, за да прехване и разбие излязлата от шуменските укрепления османска армия. При Силистра остава 17-хилядна войска начело с генерал Афанасий Красовски. Вестта за турското поражение при Кюлевча (30 май) не сломява съпротивата на крепостта. Гарнизонът се предава едва след като руските сапьори, начело с генерал Карл Шилдер, подкопават и сриват един от бастионите.
Капитулацията на Силистра е голям успех на руската армия със съществени последици за развръзката от войната. В плен попадат 9 000 османски войници (⅔ от тях башибозук). Близо два пъти повече руски бойци, приключили обсадата, подсилват армията на Дибич и му дават възможност за решителния поход от същото лято на юг от Стара планина.